# Скотт, Ларен
Ларе́н Скотт (англ. L'Wren Scott, настоящее имя — Лора Ба́мбро (англ. Laura Bambrough); 28 апреля 1964 — 17 марта 2014, Манхэттен, Нью-Йорк) — американская фотомодель, модельер, дизайнер костюмов и стилист.

## Биография
Ларен Скотт (настоящее имя Лора Бамбро) родилась 28 апреля 1964 года и воспитана приёмными родителями-мормонами в Рое (штат Юта, США). В семье имела прозвище Луэнн (англ. Luann).

## Карьера
В юности Ларен работала моделью в Париже. Затем, в начале 1990-х годов, Скотт переехала в Калифорнию, где стала стилистом и дизайнером. Она создала костюмы для таких фильмов, как «С широко закрытыми глазами» (1999) и «Тринадцать друзей Оушена» (2007). Также она была художественным директором календаря «Pirelli». В последнее годы жизни она выпускала коллекции одежды под брендом «L’Wren Scott», который создала в 2006 году. Её наряды многократно надевали Анджелина Джоли, Эми Адамс, Сара Джессика Паркер и Николь Кидман, в том числе на церемонию вручения кинопремии «Оскар». Незадолго до смерти она выпустила совместную коллекцию с маркой «Banana Republic». В феврале 2014 года она отменила свой показ на Неделе моды в Лондоне.

## Личная жизнь
В 1992—1996 года Ларен была замужем за предпринимателем в области недвижимости Энтони Блейком Брэндом.
С 2001 года до своей смерти Ларен проживала с музыкантом Миком Джаггером (род.1943).

## Смерть
17 марта 2014 года Ларен отправила SMS своей ассистентке, попросив ту приехать к ней на квартиру и открыть дверь своим ключом. Приехав, ассистентка нашла 49-летнюю Скотт повешенной на шарфе на дверной ручке и вызвала службу спасения. По сообщениям, она покончила с собой; ведётся расследование, сообщается, что возможное самоубийство было связано с проблемами в бизнесе и, возможно, долгами; её сожитель Джаггер опроверг слухи о том, что незадолго до смерти у них были проблемы в отношениях.